# Aygün (Name)
Aygün ist ein türkischer männlicher und weiblicher Vorname sowie Familienname. In Aserbaidschan tritt die Form Aygun als weiblicher Vorname auf.

## Namensträger

### Familienname
- Emre Aygün (* 1985), türkischer Fußballspieler
- Hasret Aygün, türkische Popsängerin
- Hüseyin Aygün (* 1970), türkischer Rechtsanwalt und Parlamentsabgeordneter
- Ismail Aygün (* 1955), kurdischer Sänger, siehe Şivan Perwer
- Mehmet Aygün (* ~1956), türkischer Gastronom in Deutschland
- Necat Aygün (* 1980), deutscher Fußballspieler
- Sinan Aygün (* 1959), türkischer Geschäftsmann
- Yavuz Aygün (* 1996), türkischer Fußballtorhüter

### Vorname
- Aygün Kazımova (* 1971), aserbaidschanische Sängerin und Komponistin

- Aygün Yıldırım (* 1995), deutscher Fußballspieler türkischer Abstammung